# Norway (Maine)
Norway es un municipio ubicado en el condado de Oxford, Maine, Estados Unidos. Tiene una población estimada, a mediados de 2022, de 5236 habitantes.

## Geografía
La localidad está ubicada en las coordenadas 44°13′33″N 70°36′36″O / 44.22583, -70.61000. Según la Oficina del Censo de los Estados Unidos, tiene una superficie total de 122.59 km², de la cual 116.66 km² corresponden a tierra firme y 5.93 km² están cubiertos de agua.

## Demografía
Según el censo de 2020, en ese momento había 5077 personas residiendo en la localidad. La densidad de población era de 43.5 hab./km². El 92.04% de los habitantes eran blancos, el 0.30% eran afroamericanos, el 0.22% eran amerindios, el 0.83% eran asiáticos, el 0.39% eran de otras razas y el 6.22% eran de una mezcla de razas. Del total de la población, el 1.50% eran hispanos o latinos de cualquier raza.